# Masicera flavescens
Masicera flavescens är en tvåvingeart som först beskrevs av Wulp 1890.  Masicera flavescens ingår i släktet Masicera och familjen parasitflugor. Inga underarter finns listade i Catalogue of Life.